# Arroyo Sarandí (Río de la Plata)
Der Arroyo Sarandí ist ein im Süden Uruguays gelegener Fluss.
Der linksseitige Nebenfluss des Río de la Plata entspringt auf dem Gebiet des Departamentos Canelones. Die Quelle liegt in der Nähe derer des Arroyo Cueva del Tigre und des Arroyo Quebracho nahe der Ruta 9. Von dort fließt er in kurvigem Verlauf in überwiegend südwestlicher Richtung, unterquert die Ruta 103 und mündet zwischen La Floresta und Costa Azul in den Río de la Plata.